# ۴ مه
۴ مه در تقویم گرگوری، صد و بیست و چهارمین (در سال‌های کبیسه صد و بیست و پنجمین) روز سال است. ۲۴۱ روز تا پایان سال باقی است.

## رویدادها
- ۱۵۱۵ - استقرار پرتغالی‌ها در جزیره هرمز و آغاز مداخلهٔ غرب در خاورمیانه
- ۱۹۷۹ - مارگارت تاچر نخستین نخست‌وزیر زن بریتانیا می‌شود.

## زادروزها
- ۱۸۲۵ - توماس هنری هاکسلی، زیست‌شناس اهل انگلستان.
- ۱۹۱۶ - جین جیکوبز، روزنامه‌نگار و نویسنده کانادایی-آمریکایی.
- ۱۹۲۳ - اریک سایکس، بازیگر و کارگردان اهل بریتانیا.
- ۱۹۲۸ - حسنی مبارک، چهارمین رئیس‌جمهور مصر.
- ۱۹۲۹ - آدری هپبورن، بازیگر اهل بلژیک.
- ۱۹۳۰ - کاترین جکسون، مادر مایکل جکسون.
- ۱۹۳۶ - خورخه لوکه، دوچرخه‌سوار اهل کلمبیا.
- ۱۹۳۷ - دیک دیل، نوازنده و موسیقی‌دان اهل ایالات متحده آمریکا.
- ۱۹۳۹ - عاموس عوز، نویسنده و روزنامه‌نگار اهل اسرائیل.
- ۱۹۴۱ - جرج ویل، نویسنده و روزنامه‌نگار اهل ایالات متحده آمریکا.
- ۱۹۴۶ - جان واتسون، رانندهٔ مسابقات اتومبیل رانی اهل بریتانیا.
- ۱۹۴۶ - جان برنارد، رانندهٔ مسابقات اتومبیل رانی اهل ایالات متحده آمریکا.
- ۱۹۶۱ - تیم راث، بازیگر و کارگردان اهل بریتانیا.
- ۱۹۷۵ - کیمورا لی سیمونز، مدل اهل ایالات متحده آمریکا.

## مرگ‌ها
- ۱۸۱۶ - ساموئل دکستر، سیاستمدار و سناتور سابق آمریکایی.
- ۱۹۳۸ - کانو جیگورو - ورزشکار و بنیانگذار هنر رزمی جودو.
- ۱۹۳۸ - کارل فون اوسیتزکی، روزنامه‌نگار و فعال سیاسی اهل آلمان.
- ۱۹۴۵ - فدر فون بک، نظامی آلمانی.
- ۱۹۵۵ - جورجه انسکو، موسیقی‌دان و آهنگساز رومانیایی.
- ۱۹۹۱ - محمد عبدالوهاب، خواننده و آهنگساز مصری.
- ۱۹۸۹ - عدنان خیرالله، وزیر جنگ عراق در زمان حکومت صدام حسین.
- ۲۰۱۲ - آدام یاچ، موسیقی‌دان اهل آمریکا.
- ۲۰۱۲ - رشیدی یکینی، بازیکن فوتبال اهل نیجریه.
- ۲۰۱۴ - النا بالتاچا، تنیس‌باز اهل بریتانیا.